# Enrico Federico Stuart
Enrico Federico Stuart, principe di Galles (Stirling, 19 febbraio 1594 – St. James's, 6 novembre 1612), fu il figlio primogenito maschio del re d'Inghilterra e Scozia Giacomo I e della regina Anna di Danimarca.
Fu chiamato Enrico in onore del suo antenato Enrico Stuart e Federico in onore del re di Danimarca Federico II.
Enrico Federico morì prima del padre, lasciando come unico erede maschio il suo fratello minore, Carlo.

## Biografia

Lo stemma personale di Enrico Federico, principe di Galles

Nacque nel castello di Stirling, in Scozia. Divenne duca di Rothesay, conte di Carrick, barone Renfrew, Lord delle Isole e principe e Great Steward of Scotland automaticamente alla nascita. Suo precettore fu Sir George Lauder of The Bass. Quando suo padre divenne re d'Inghilterra succedendo a Elisabetta I Tudor nel 1603, Enrico divenne dopo qualche anno duca di Cornovaglia e principe di Galles: era l'erede al trono di Inghilterra.
Amato dal padre e dalla corte, che in lui avevano riposto numerose speranze, il principe morì a diciotto anni di febbre tifoide, gettando tutti nel più buio sconforto. A ereditare i titoli fu il fratello minore, Carlo, che fino ad allora era vissuto all'ombra dell'amato fratello maggiore e che divenne poi re d'Inghilterra.
Enrico Federico, come da tradizione, fu seppellito nell'abbazia di Westminster.

## Memoria
Il poeta scozzese William Drummond di Hawthornden ne commemorò la morte nell'elegia Teares on the Death of Meliades (Pianto sulla morte di Meliade), 1613.
In suo onore inoltre il capo meridionale che delimita, con Capo Charles, lo stretto di accesso dall'Atlantico alla baia di Chesapeake, nello stato della Virginia, venne denominato nel 1607 Capo Henry.

## Ascendenza
|                              |                            |                                   | Genitori                             |  |  | Nonni |  |  | Bisnonni                        |  |  | Trisnonni                    |  |
|                              |                            |                                   |                                      |  |  |       |  |  | Matthew Stuart, conte di Lennox |  |  | John Stuart, conte di Lennox |  |
|                              |                            |                                   |                                      |  |  |       |  |  | Matthew Stuart, conte di Lennox |  |  | John Stuart, conte di Lennox |  |
|                              |                            | Elizabeth Stewart                 |                                      |  |  |       |  |  | Matthew Stuart, conte di Lennox |  |  |                              |  |
| Enrico Stuart, Lord Darnley  |                            |                                   |                                      |  |  |       |  |  | Matthew Stuart, conte di Lennox |  |  |                              |  |
|                              |                            | Margaret Douglas                  | Archibald Douglas, VI conte di Angus |  |  |       |  |  |                                 |  |  |                              |  |
|                              |                            | Margaret Douglas                  | Archibald Douglas, VI conte di Angus |  |  |       |  |  |                                 |  |  |                              |  |
|                              |                            | Margaret Douglas                  | Margherita Tudor                     |  |  |       |  |  |                                 |  |  |                              |  |
| Giacomo I d'Inghilterra      |                            | Margaret Douglas                  |                                      |  |  |       |  |  |                                 |  |  |                              |  |
|                              |                            | Giacomo V di Scozia               | Giacomo IV di Scozia                 |  |  |       |  |  |                                 |  |  |                              |  |
|                              |                            | Giacomo V di Scozia               | Giacomo IV di Scozia                 |  |  |       |  |  |                                 |  |  |                              |  |
|                              |                            | Giacomo V di Scozia               | Margherita Tudor                     |  |  |       |  |  |                                 |  |  |                              |  |
| Maria Stuart                 |                            | Giacomo V di Scozia               |                                      |  |  |       |  |  |                                 |  |  |                              |  |
|                              |                            | Maria di Guisa                    | Claudio I di Guisa                   |  |  |       |  |  |                                 |  |  |                              |  |
|                              |                            | Maria di Guisa                    | Claudio I di Guisa                   |  |  |       |  |  |                                 |  |  |                              |  |
|                              |                            | Maria di Guisa                    | Antonia di Borbone-Vendôme           |  |  |       |  |  |                                 |  |  |                              |  |
| Enrico Federico Stuart       |                            | Maria di Guisa                    |                                      |  |  |       |  |  |                                 |  |  |                              |  |
|                              | Cristiano III di Danimarca | Federico I di Danimarca           |                                      |  |  |       |  |  |                                 |  |  |                              |  |
|                              | Cristiano III di Danimarca | Federico I di Danimarca           |                                      |  |  |       |  |  |                                 |  |  |                              |  |
|                              | Cristiano III di Danimarca | Anna del Brandeburgo              |                                      |  |  |       |  |  |                                 |  |  |                              |  |
| Federico II di Danimarca     | Cristiano III di Danimarca |                                   |                                      |  |  |       |  |  |                                 |  |  |                              |  |
|                              |                            | Dorotea di Sassonia-Lauenburg     | Magnus I di Sassonia-Lauenburg       |  |  |       |  |  |                                 |  |  |                              |  |
|                              |                            | Dorotea di Sassonia-Lauenburg     | Magnus I di Sassonia-Lauenburg       |  |  |       |  |  |                                 |  |  |                              |  |
|                              |                            | Dorotea di Sassonia-Lauenburg     | Caterina di Braunschweig-Lüneburg    |  |  |       |  |  |                                 |  |  |                              |  |
| Anna di Danimarca            |                            | Dorotea di Sassonia-Lauenburg     |                                      |  |  |       |  |  |                                 |  |  |                              |  |
|                              |                            | Ulrico III di Meclemburgo-Güstrow | Alberto VII di Meclemburgo-Güstrow   |  |  |       |  |  |                                 |  |  |                              |  |
|                              |                            | Ulrico III di Meclemburgo-Güstrow | Alberto VII di Meclemburgo-Güstrow   |  |  |       |  |  |                                 |  |  |                              |  |
|                              |                            | Ulrico III di Meclemburgo-Güstrow | Anna di Brandeburgo                  |  |  |       |  |  |                                 |  |  |                              |  |
| Sofia di Meclemburgo-Güstrow |                            | Ulrico III di Meclemburgo-Güstrow |                                      |  |  |       |  |  |                                 |  |  |                              |  |
|                              |                            | Elisabetta di Danimarca           | Federico I di Danimarca              |  |  |       |  |  |                                 |  |  |                              |  |
|                              |                            | Elisabetta di Danimarca           | Federico I di Danimarca              |  |  |       |  |  |                                 |  |  |                              |  |
|                              |                            | Elisabetta di Danimarca           | Sofia di Pomerania                   |  |  |       |  |  |                                 |  |  |                              |  |
|                              |                            | Elisabetta di Danimarca           |                                      |  |  |       |  |  |                                 |  |  |                              |  |